# 新川桜並木
新川さくら並木(しんかわさくらなみき）は、北海道札幌市北区及び手稲区にある桜並木である。

## 概要
二級河川琴似川とその下流の新川の河川用地空間及び北海道道125号前田新川線（新川通）の道路歩道に植樹された合計10.5kmの桜並木である（うち北区7.5km　手稲区3km）。
新ひだか町の二十間道路の桜並木7km、登別市の登別桜並木8kmの桜並木を抜き、北海道最長の桜並木である。
現在の札幌市手稲区一帯は、開拓以前は広大な低湿地だった。新川は低湿地の排水や水運の目的で明治中期に人工的に開削された河川であり、札幌都心から石狩湾まで、12.5kmの直線の流路である。そのため、新川桜並木は、直線状の桜並木としては、日本一の長さを誇る。
新川桜並木は琴似川及び新川の右岸に位置する。新川左岸側（札幌市西区八軒）には八軒中央地区桜並木（2.7km）が存在する。
沿線には散策路が整備されており、ウォーキングやランニングを楽しむ人々に親しまれている。

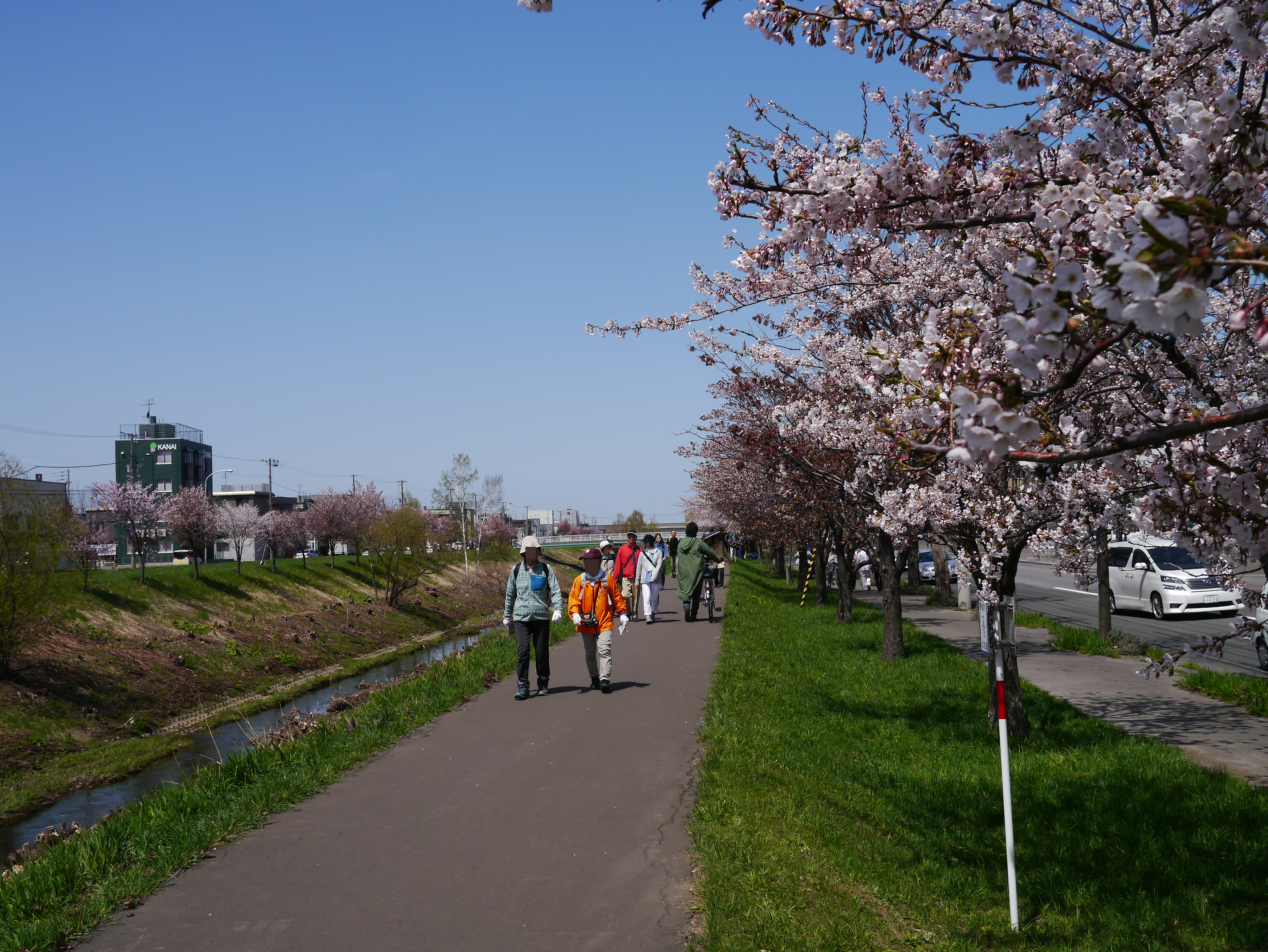
散策路、新川さくら並木と琴似川を臨む。対岸に見えるのが八軒中央地区桜並木

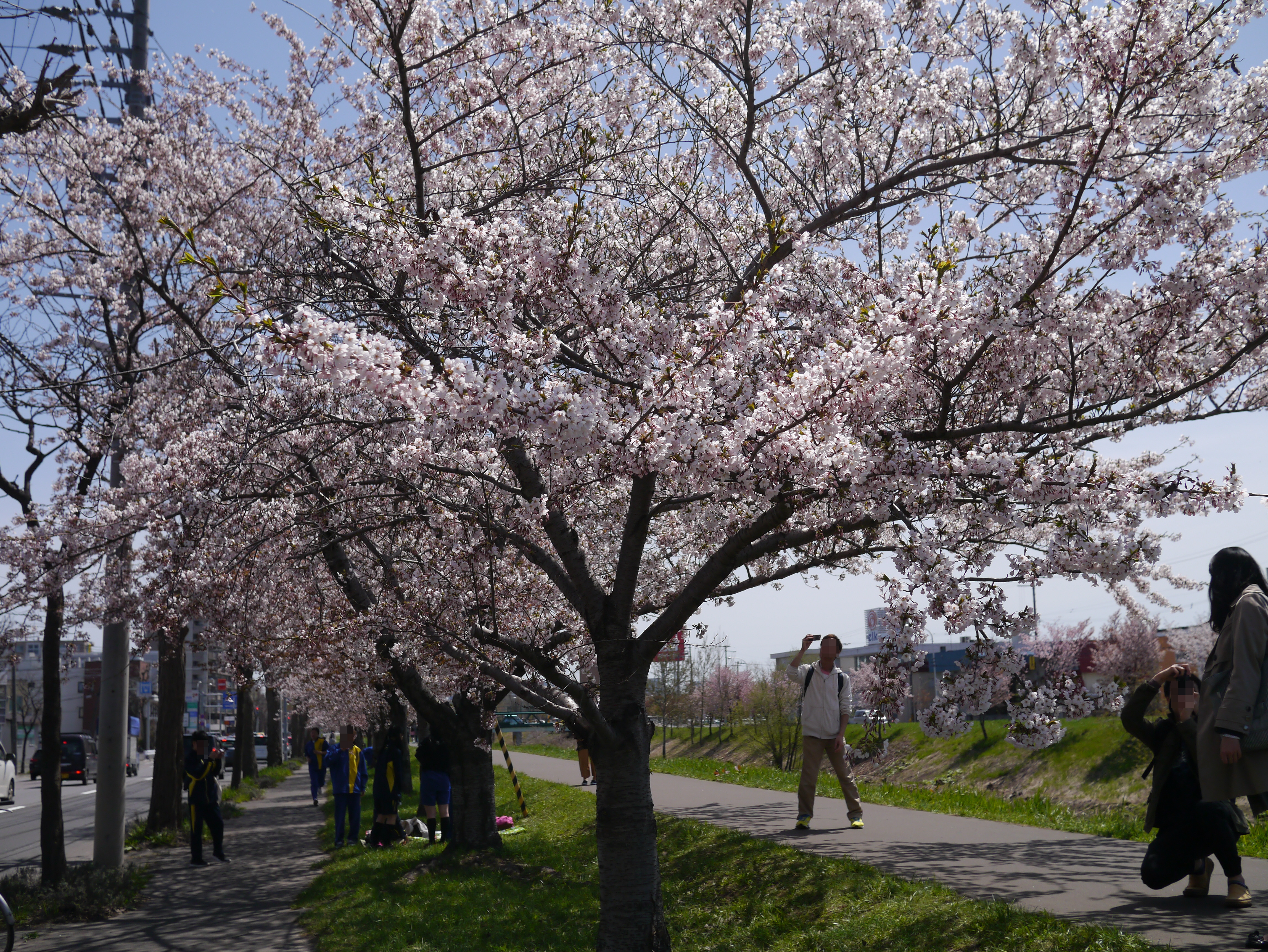
新川さくら並木 北24条付近

## 北区内の桜並木
新川桜並木の北区区間7.5kmは、新川連合町内会が主体となった新川地区緑化推進協議会により、1998年（平成10年）から2000年（平成12年）にかけての3年にわたり植樹事業が実施された。
当初は5か年計画の事業であったが、3年目の2000年（平成12年）で植樹事業が完了した。
植樹区間は北区北24条の「新川上の橋」から手稲区と北区の境界となっている「新川中央橋」まで。730余りの法人、団体、個人から2800万円を超える寄付を受け、延べ1300人の住民が植樹に参加した。事業費はほぼ全額寄付で賄われた。植樹本数は計755本。 エゾヤマザクラ、ソメイヨシノが植樹された。うち、373本は、寒さに強い若木を求め、十勝管内の池田町で養育された エゾヤマザクラの若木が取り寄せられた。平成10年には、松前観光親善大使からも桜の苗木85本が贈呈されている。

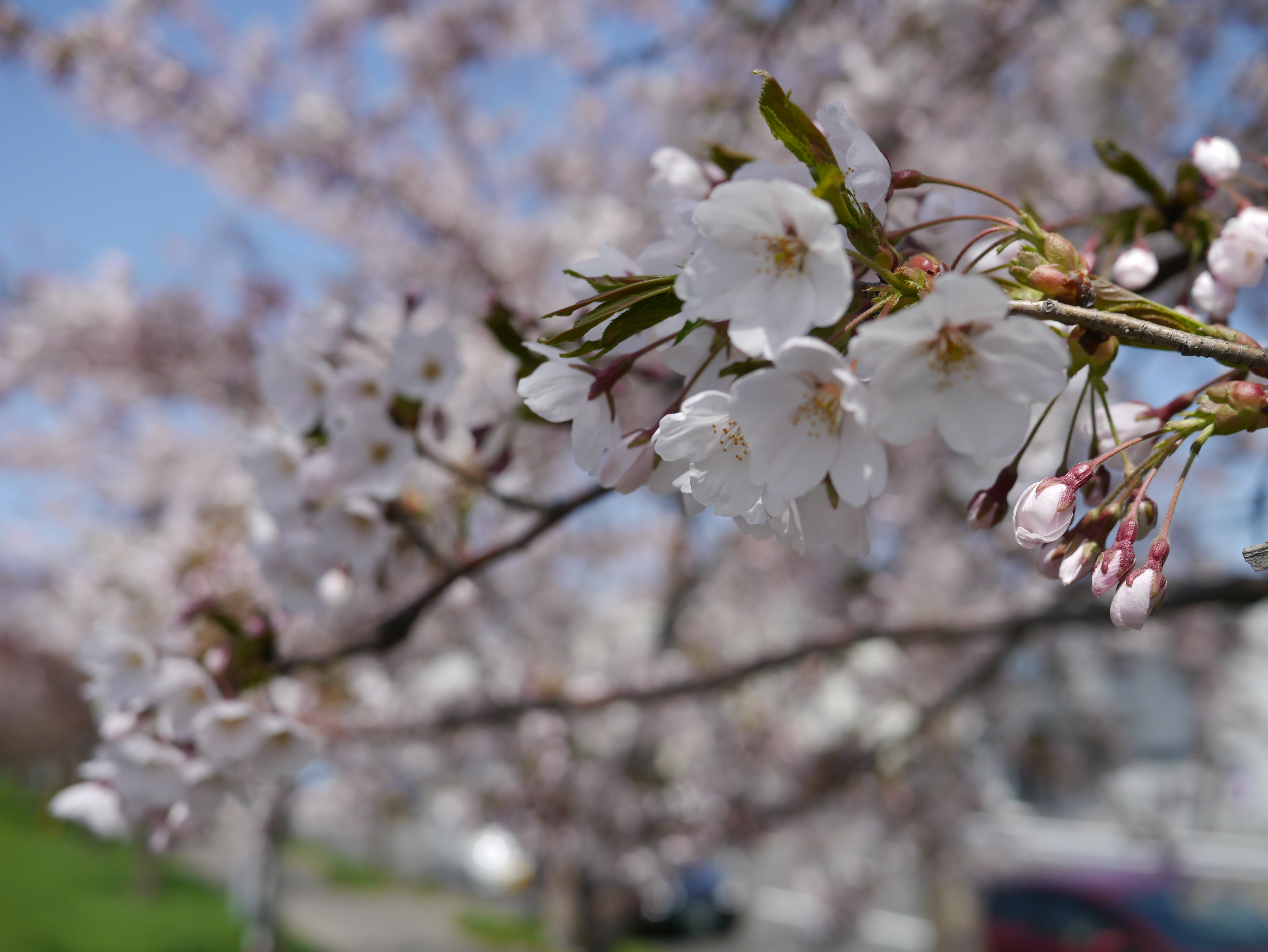
新川さくら並木のエゾヤマザクラ

### 歴史
1970年代から、「特色の少ない新川地区に、住民が誇れる桜並木を」という夢が住民の間で語られるようになった。
1976年（昭和51年）春には、地元老人クラブの会員が新川の堤防に桜の苗木を10本ほど植えたが、当時は河川への植樹が禁止されていたため、北海道の指示により撤去している。
1997年（平成9年）春、地元企業が創立30周年を記念として桜の苗木100本の寄贈の申し出を新川地区緑化推進協議会に行った。これを契機として、同年6月に改正された河川法の規制緩和を活用した桜並木造成事業が、同年8月新川連合町内会役員会にて決議された。事業実施にあたっては、新川地区緑化推進協議会の規約を改正し、新川連合町内会15町内会すべての町内会長が理事として参画することとなった。琴似川、新川は二級河川であり、北海道が管理を行っている。一方、新川通は札幌市が管理を行っているため、植樹事業には、道と市双方との協議が必要であり、住民の負担は少なくなかった。同年11月、行政との関係者会議、道への河川占有申請確認が行われた。
1998年（平成10年）4月19日、第一期植樹祭。97本の若木の植樹実施。ソメイヨシノとエゾヤマザクラがそれぞれ半数づつ植樹された。植樹参加人数約390人。新川橋と八軒新橋の間の区間に、松前寄贈桜が5本植えられた。
1999年（平成11年）4月18日、第二期植樹祭。520本植樹。植樹参加人数約600人。
2000年（平成12年）4月23日、第三期植樹祭。138本のエゾヤマザクラを植樹。植樹参加人数300人。

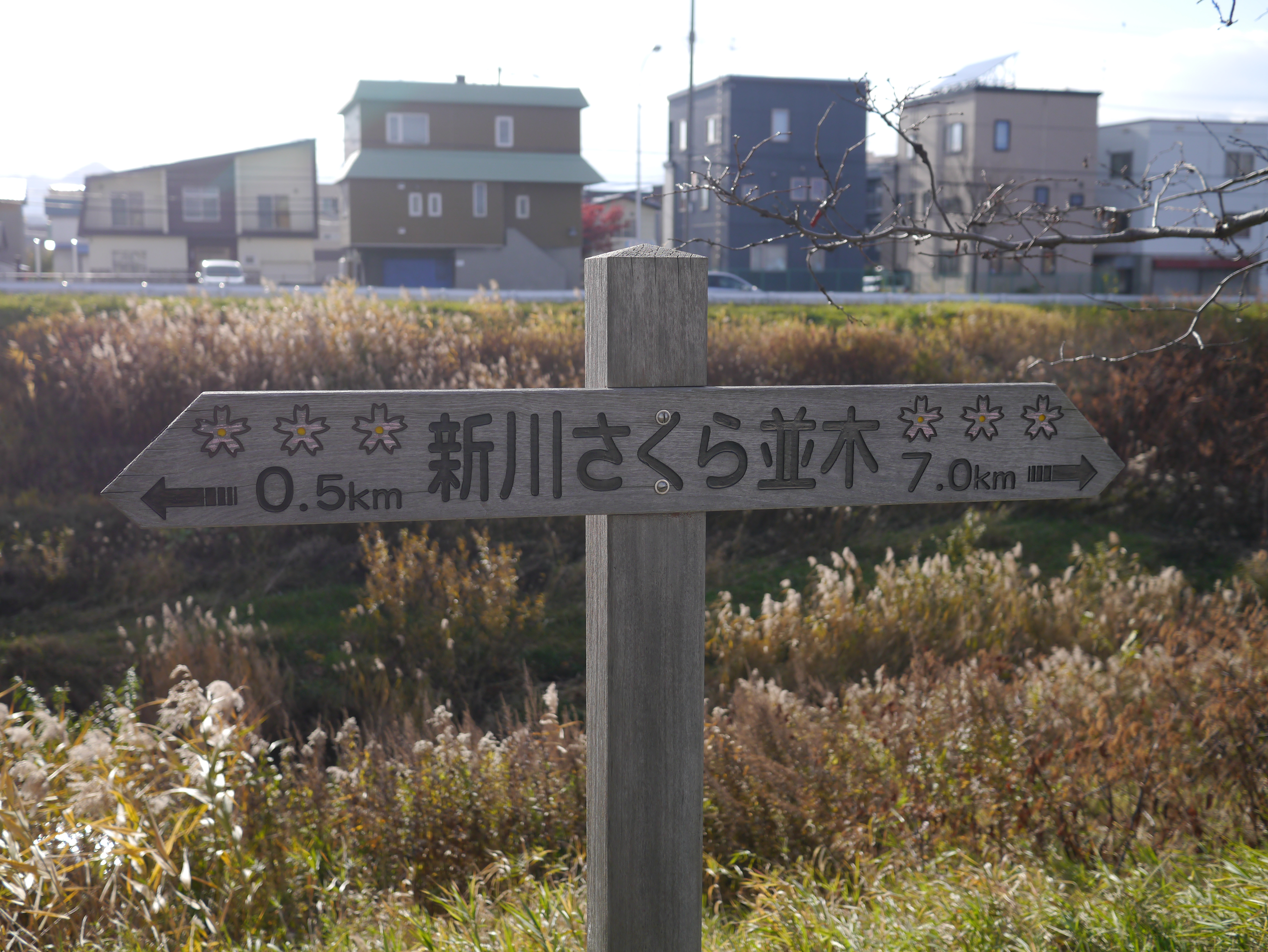
新川さくら並木誘導標識（計11基）

### 関連イベント
新川さくらフェスティバル
毎年5月に、桜並木の完成を祝って合唱祭、桜並木の清掃活動、ウォーキング大会が行われている。
合唱祭は、北区サンプラザホールで開催されている。北区、市内の学校、団体などが合唱や演奏を発表している。

### 受賞（新川地区緑化推進協議会）
- 2000年（平成12年）　みどりの環境づくり優勝団体（北海道知事表彰）
- 2001年（平成13年）　「みどりの愛護」功労者　（国土交通大臣表彰）
- 2007年（平成19年）　さくら功労者　（日本桜の会表彰）[12]
- 2018年（平成30年）　手づくり郷土賞「新川夢の桜並木事業　～先人達の夢を実現～」[13]。

### その他
記念歌『新川「さくら並木」のうた』
2001年（平成13年）完成
作詞：佐藤幸雄、補作詞：天満美憲、作曲：久米由光
新川桜並木記念スタンプ
新川一条郵便局制作
記念誌「-21世紀に贈る-　新川さくら並木」
発行：2001年（平成13年）8月1日
発行人：新川連合町内会、新川地区緑化推進協議会

## 手稲区内の桜並木
手稲区内の3kmの区間は、北区の植樹に先駆け、1990年（平成2年）から1991年（平成3年）にかけてエゾヤマザクラの植樹が行われた。
しかし、海が近く強風などで桜が枯れやすい環境にある手稲区内の桜並木は、枯れて伐採を繰り返し、2006年（平成18年）に実施された調査では、桜の大半が枯れるか衰弱した状態ととなっていたことが判明。そこで2008年（平成20年）北海道工業大学の学生が、「生態学的混播・混植法」を応用した植樹実験を実施。前田森林公園付近の延べ200ｍの区間にエゾヤマザクラを30箇所、計70本を植樹した。
2010年（平成22年）には札幌西ライオンズクラブがエゾヤマザクラ120本を寄贈。新川中央橋から前田森林公園橋の間の、1.1キロ区間に植樹した。
同6月には、北海道工業大学と札幌市が「混植法」を用いてエゾヤマザクラ180本を植樹した。
2010年（平成22年）に植樹を行って以降、札幌西ライオンズクラブでは、桜の生育状況を確認していくとともに、春と秋の年2回、並木周辺の清掃活動を行っている。